# ألجر إتش وود
ألجر إتش وود (بالإنجليزية: Alger H. Wood)‏ هو مدرب كرة سلة أمريكي، ولد في 1891 في سانت لويس في الولايات المتحدة، وتوفي في 1970 في ديترويت في الولايات المتحدة.